# آمونیوم سولفات
سولفات آمونیوم (به انگلیسی: ammonium sulfate) نام آیوپاک آن ammonium tetraoxosulfate (VI) می‌باشد . آمونیوم سولفات یک نمک معدنی با مصارف صنعتی است. مهم‌ترین مصرف آن به عنوان کود کشاورزی می‌باشد , و شامل 21 درصد نیتروژن و 24 درصد سولفور است.
فرمول شیمیایی : (NH4)2SO4)

## مصارف

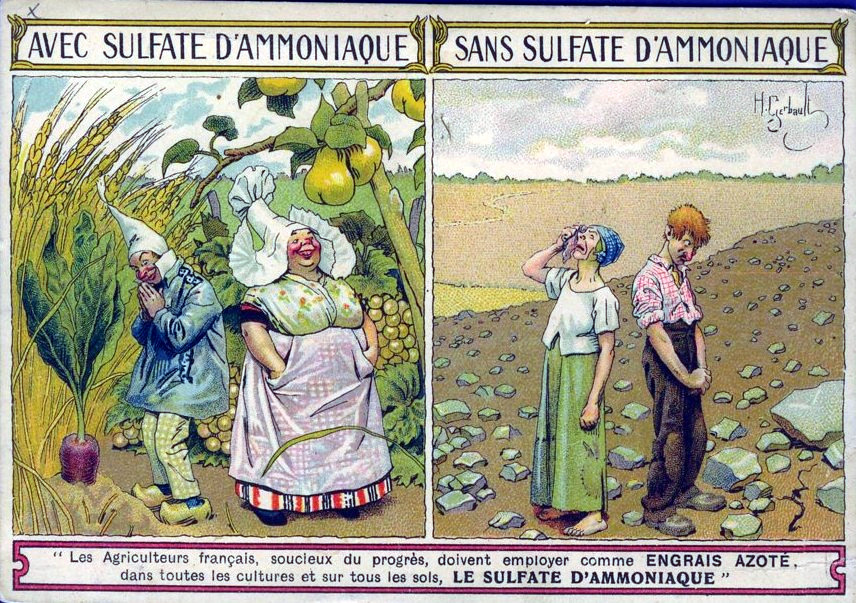
تبلیغات روی کارت پستال های فرانسه

- مصرف اولیه سولفات آمونیوم به عنوان کود کشاورزی برای خاک‌های قلیایی است. یون آمونیوم در خاک آزاد شده و مقدار محدودی اسید تولید می‌کند. کاهش میزان pH خاک, موجب تأمین نیتروژن مورد نیاز برای رشد گیاه می‌شود. مهم‌ترین مشکل استفاده از آمونیوم سولفات در کمبود نیتروژن آن نسبت به نیترات آمونیوم است که موجب افزایش هزینه‌های حمل و نقل می‌شود.
- همچنین از این ترکیب در کشاورزی به عنوان اسپری کمکی برای حشره کش ها, قارچ کش‌ها و علف کش‌های محلول در آب استفاده می‌شود.
- برای تولید سایر نمک‌های آمونیوم مخصوصا پرسولفات آمونیوم مصرف می‌شود.
- آمونیوم سولفات به عنوان یک نگهدارنده چوب استفاده می‌شده‌است. اما امروزه بدلیل ایجاد خورندگی در فلزات کمتر مورد استفاده قرار می‌گیرد.

## منبع برای مطالعه بیشتر
- Properties: UNIDO and International Fertilizer Development Center (۱۹۹۸)، Fertilizer Manual، Kluwer Academic Publishers، ISBN 0-7923-5032-4.